# فينوس أناديومين (آنغر)
فينوس أناديومين هي لوحة زيتية للرسام الفرنسي جان أوغست دومينيك آنغر وهي الآن ضمن مقتنيات متحف كونديه في فرنسا.